# Glypta ophthalmus
Glypta ophthalmus là một loài tò vò trong họ Ichneumonidae.